# Vassy (Calvados)
Vassy település Franciaországban, Calvados megyében. Lakosainak száma 1728 fő (2018. január 1.). Vassy La Chapelle-Engerbold, Pierres, La Rocque, Rully, Saint-Germain-du-Crioult, Saint-Vigor-des-Mézerets, Le Theil-Bocage és Moncy községekkel határos.

## Testvérközségei
- Triefenstein, Németország

## Népesség
A település népessége az elmúlt években az alábbi módon változott:
| Lakosok száma | 1521 | 1410 | 1601 | 1611 | 1718 | 1761 | 1838 | 1739 | 1751 | 1728 |
|               | 1962 | 1968 | 1982 | 1990 | 2006 | 2008 | 2013 | 2015 | 2017 | 2018 |